# 合作經濟
合作經濟學是世界各地不同人使用的一個術語。奧地利哲學家和社會思想家魯道夫施泰納的作品是一個參考。施泰納在 1922 年的一次演講中闡述了他的觀點，即隨著全球經濟的到來，經濟學需要更進一步，包括對經濟過程的詳細闡述、更精確的貨幣分析、並且更清楚地了解如何通過勞動分工使經濟生活的關聯基礎變得明顯。合作經濟學強調生產者、經銷商和消費者之間有意識的協調發展。它將全球經濟理解為一個單一的統一領域，人類通過它滿足彼此的需求。它被稱為“合作經濟學”，因為它的目標是一個由商業公司協會（行業商會）和消費者合作社共同管理的經濟型態，而不是由“市場機制的看不見的手” （資本主義經濟學）或政府（社會主義經濟學）。